# Obertrum am See
Obertrum am See é um município da Áustria, situado no distrito de Salzburg-Umgebung, no estado de Salzburgo. Tem 21,31 km² de área e sua população em 2019 foi estimada em 4.823 habitantes.